# Cheese Mites, or Lilliputians in a London Restaurant
 (juillet 2025).
Ne doit pas être confondu avec The Cheese Mites.
Pour plus de détails, voir Fiche technique et Distribution.
The Cheese Mites, or Lilliputians in a London Restaurant est un film muet britannique de Walter R. Booth sorti en 1901. Il met en scène un gentleman qu'amusent de petits personnages qui émergent du fromage posé sur la table. Le film, qui « contient une référence au roman satirique Les Voyages de Gulliver (1726) de Jonathan Swift », est, selon Michael Brooke du site BFI Screenonline, « sophistiqué en ce qu'il combine le saut de coupe avec des superpositions ».

## Fiche technique
- Titre original : The Cheese Mites, or Lilliputians in a London Restaurant
- Réalisation : Walter R. Booth
- Production Robert W. Paul
- Pays d'origine : Grande-Bretagne
- Date de sortie : Royaume-Uni : août 1901
- Format : Noir et blanc
- Durée : 1 minute
- Genres : fantastique, comédie

## Source de la traduction
- (en) Cet article est partiellement ou en totalité issu de l’article de Wikipédia en anglais intitulé « Cheese Mites; or, Lilliputians in a London Restaurant » (voir la liste des auteurs).